# Catagonus
Catagonus là một chi động vật có vú trong họ Tayassuidae, bộ Artiodactyla. Chi này được Ameghino miêu tả năm 1904. Loài điển hình của chi này là †Catagonus metropolitanus Ameghino, 1904 (extinct).

## Hình ảnh

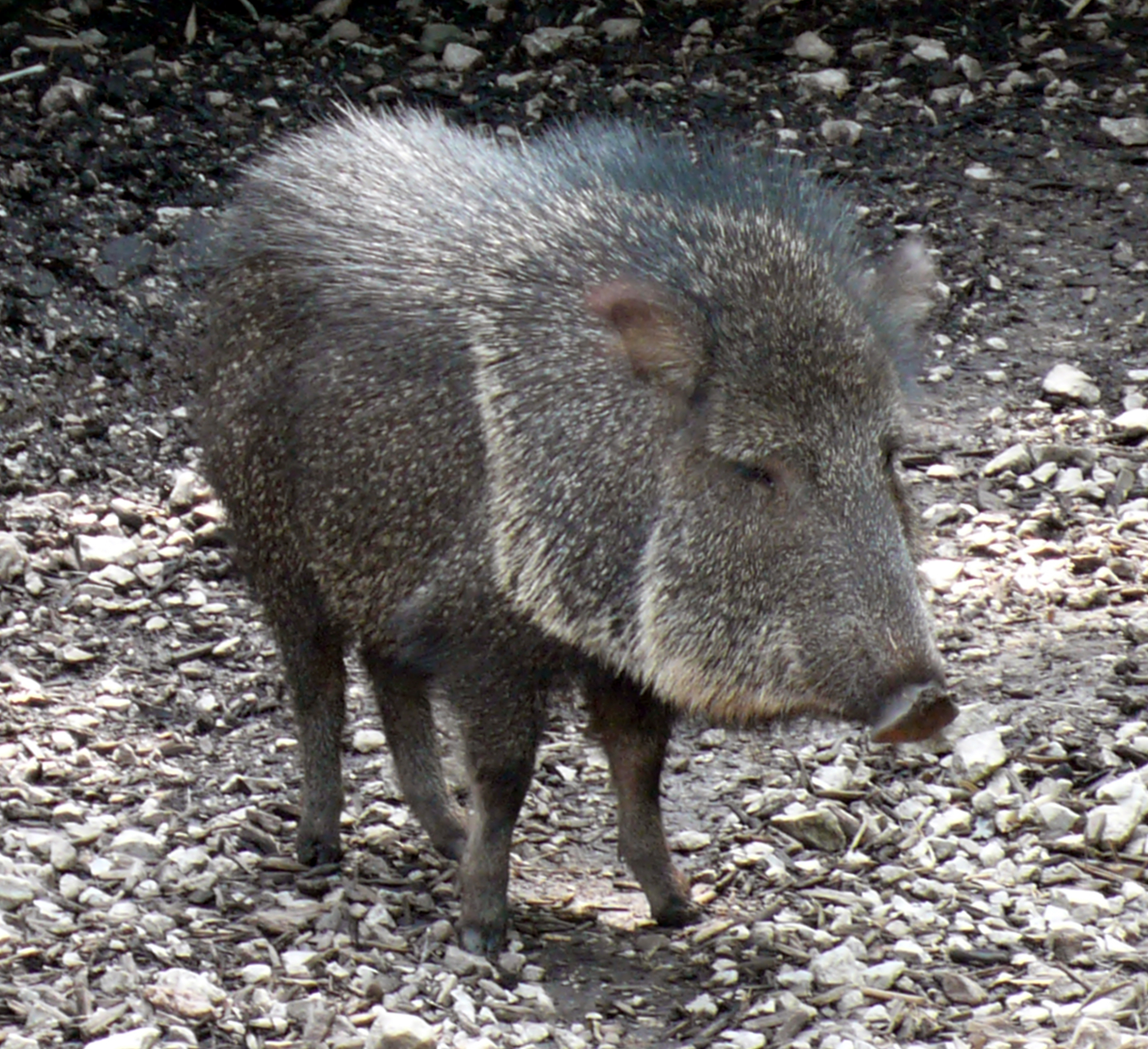
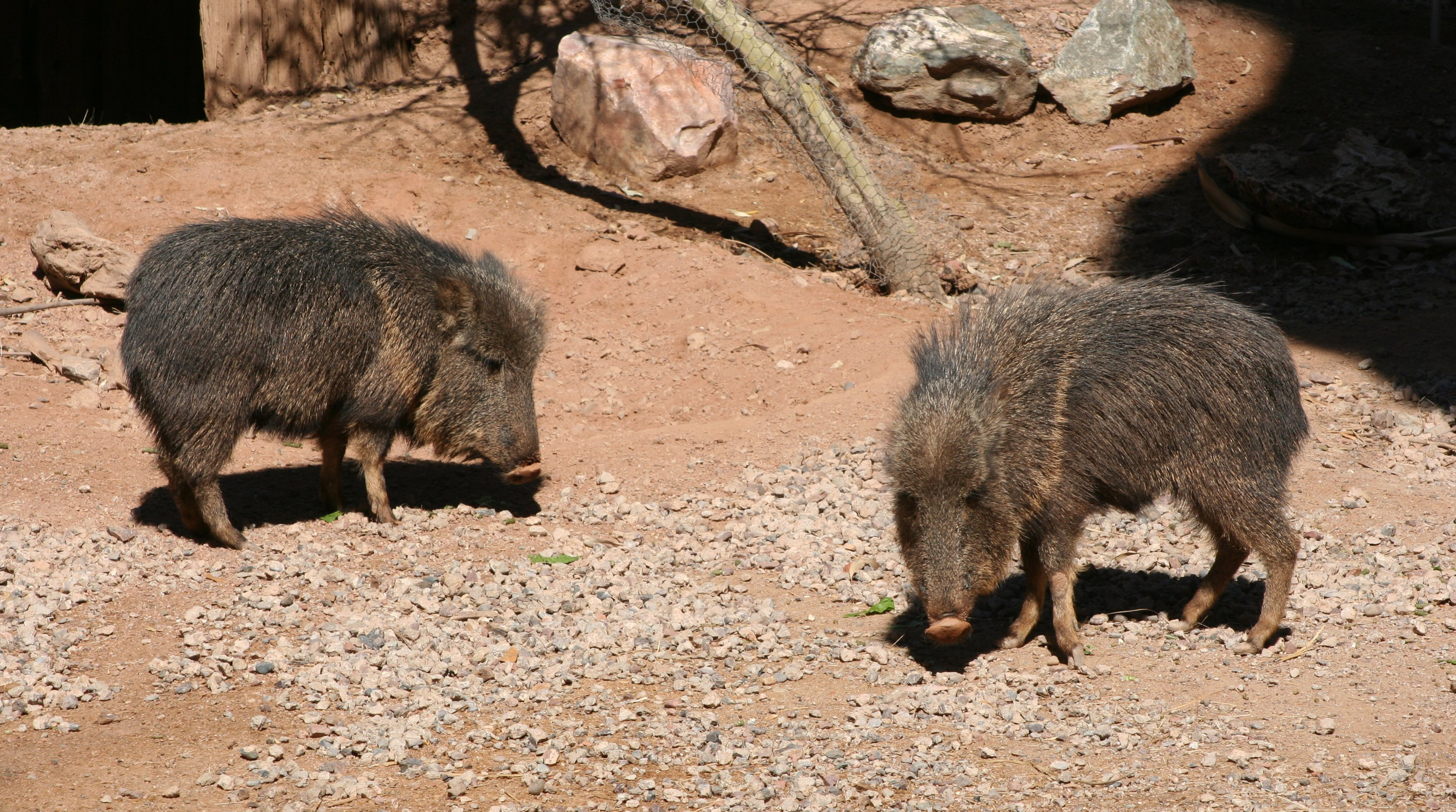
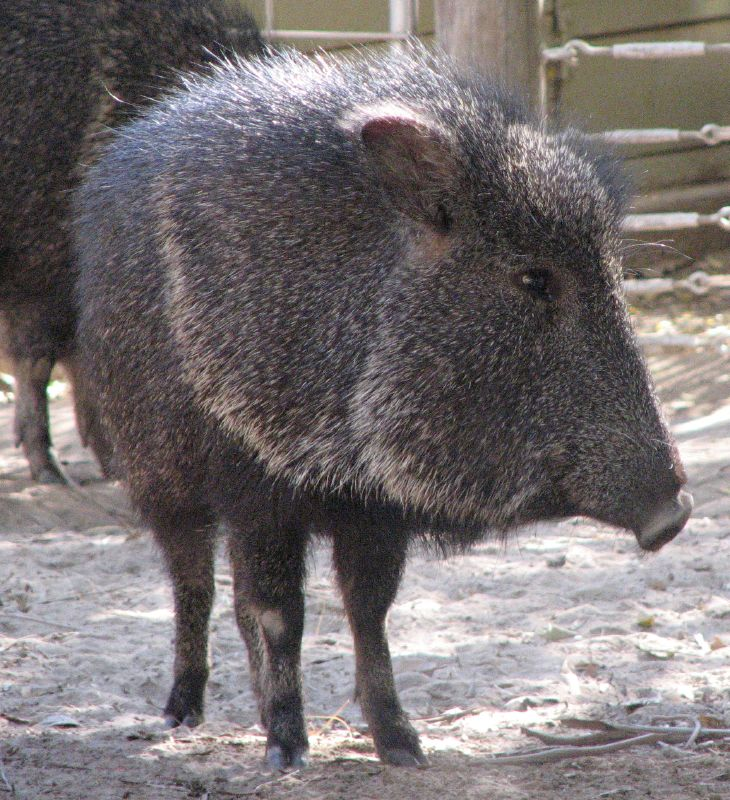
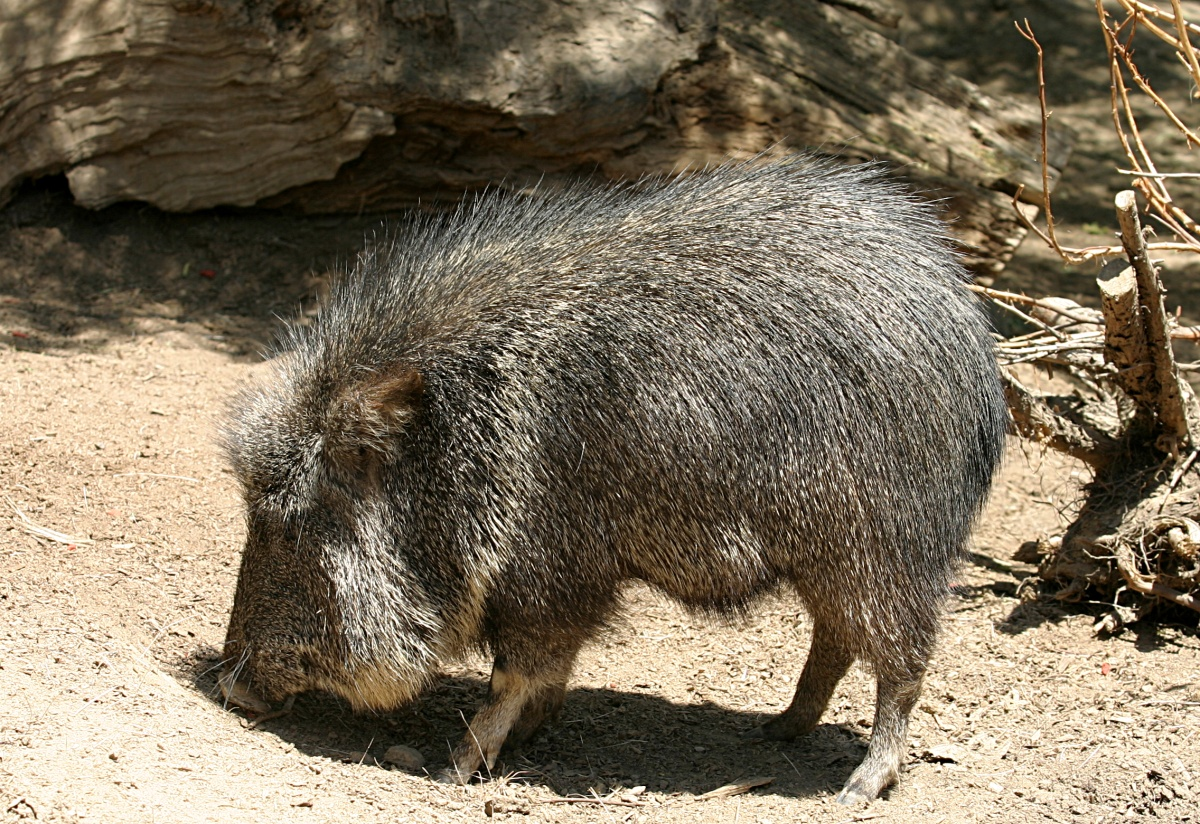

## Các loài
Chi này gồm các loài: